# لاسلو تشيه
لاسلو تشيه (بالمجرية: Cseh László)‏ (مواليد 4 أبريل 1910) هو لاعب كرة قدم. يلعب مع منتخب المجر لكرة القدم. سبق له أن لعب في كأس العالم لكرة القدم مع منتخب بلاده.

## روابط خارجية
- لاسلو تشيه على موقع الاتحاد الدولي (مؤرشف)  (الإنجليزية)
- لاسلو تشيه على موقع قاعدة بيانات كرة القدم.إي يو (الإنجليزية)
- لاسلو تشيه على موقع ناشيونال فوتبول تيمز (الإنجليزية)
- لاسلو تشيه على موقع عالم كرة القدم.نت (الإنجليزية)